# 迪戈歌百灵
迪戈歌百灵（学名：Mirafra degodiensis），是百灵科歌百灵属的一种，分布于埃塞俄比亚。
迪戈歌百灵的栖息地为亚热带或热带的（低地）干燥疏灌丛。